# Stefan Seidler
Stefan Seidler es un político alemán de ascendencia danesa. Pertenece a la Asociación de Votantes del Schleswig Meridional (SSW), el partido que representa los intereses de las minorías danesas y frisias en Alemania. Fue elegido miembro del Bundestag por el estado de Schleswig-Holstein en las elecciones federales alemanas de 2021. Su elección representó la primera vez que la SSW ganó un escaño desde 1949, debido a que el SSW disputó por última vez una elección federal en las elecciones germano-occidentales en 1961.

## Biografía
Seidler nació en 1979 en Flensburgo, en aquel entonces parte de Alemania Occidental, como hijo de un maestro danés y una vendedora de madera de Flensburgo. Después de completar su educación secundaria en la escuela de lengua danesa de la ciudad, estudió en la Universidad de Aarhus en la ciudad de Aarhus, Dinamarca, donde obtuvo una maestría en ciencias políticas y un diploma en comunicaciones políticas. Es miembro de la Asociación Danesa de Abogados y Economistas.

## Carrera política
Seidler ha estado políticamente activo tanto en Dinamarca como en Alemania. En Aarhus, fue vicepresidente de Radikal Ungdom, el grupo juvenil del Partido Social Liberal Danés, y más tarde fue el candidato de ese partido tanto para el parlamento danés como para el europeo. Fue miembro del consejo municipal de la ciudad de Flensburgo, trabajó como consultor político en el sur de Dinamarca y, en 2014, se convirtió en coordinador de relaciones del estado de Schleswig-Holstein con el gobierno danés.
En 2021, se postuló en el distrito electoral de Flensburg-Schleswig, ubicado en la frontera germano-danesa, por el SSW. Fue derrotado por Robert Habeck de Alianza 90/Los Verdes, pero ganó un escaño en la lista estatal del partido.

## Vida personal
Seidler está casado y tiene dos hijas.